# Melomys talaudium
Melomys talaudium — вид гризунів родини мишевих (Muridae). Він є ендемічним для Каракелонг і Салебабу на островах Талауд в Індонезії, де зустрічається в лісових місцях існування. Він морфологічно подібний до Melomys leucogaster і свого часу вважався підвидом, але тепер визнаний окремим видом. Melomys caurinus також присутній на островах, і коротший хвіст цього виду означає, що він, ймовірно, переважно наземний, тоді як M. talaudium переважно деревний.

## Морфологічна характеристика
Гризун середнього розміру з довжиною голови та тіла від 173 до 174 мм, довжиною хвоста від 150 до 183 мм і довжиною вуха від 13 до 16 мм. Верхня частина яскраво-помаранчево-коричнева, а черевна частина буро-жовта. Ноги білі. Хвіст довший за голову й тулуб, рівномірно світло-коричневий і вкритий 13 кільцями луски на сантиметр.

## Поведінка
Це деревний вид.